# Cồn Mang
Cồn Mang là một dải đá và là một điểm nghỉ mát thuộc thôn Tràng Vỹ, xã Trà Cổ, huyện Hải Ninh, tỉnh Quảng Ninh, Việt Nam. Đây cũng là điểm đầu tiên của bãi biển Trà Cổ dài 17 km, điểm cuối của bãi biển này là Mũi Ngọc.
Cát ở Cồn Mang trắng, mịn được bồi tự nhiên do tác động của sóng và dòng biển ven bờ. Sau các cồn cát, cao chừng 3–4 m, là các dải rừng phi lao chắn gió, giữ cát. Gần Cồn Mang còn có hệ sinh thái rừng ngập mặn chưa hề bị xâm phạm. Xung quanh nơi này cũng có nhà thờ, đình và chùa Trà Cổ.

## Giao thông
Các đường giao thông đến Cồn Mang bao gồm đường biển và đường bộ. Trên đường biển, có canô hoặc phổ biến hơn là tàu cánh ngầm xuất phát từ Bãi Cháy, Quảng Ninh (khoảng 132 km) hoặc từ Hải Phòng (khoảng 206 km). Đường bộ mất thời gian hơn vì đường đèo khá ngoằn ngoèo nhưng phong cảnh khác với trên biển.